# Án lệ 08/2016/AL
Án lệ 08/2016/AL là án lệ công bố thứ 8 thuộc lĩnh vực kinh doanh thương mại của Tòa án nhân dân tối cao tại Việt Nam, được Hội đồng Thẩm phán Tòa án nhân dân tối cao thông qua, Chánh án Tối cao Nguyễn Hòa Bình ra quyết định công bố ngày 17 tháng 10 năm 2016, và có hiệu lực cho tòa án các cấp trong cả nước nghiên cứu, áp dụng trong xét xử từ ngày 1 tháng 12 năm 2016. Án lệ 08 dựa trên nguồn là Quyết định giám đốc thẩm số 12 ngày 16 tháng 5 năm 2013 của Hội đồng Thẩm phán Tòa án nhân dân tối cao về vụ án kinh doanh, thương mại tranh chấp hợp đồng tín dụng tại thành phố Hà Nội, nội dung xoay quanh lãi suất; nợ gốc chưa thanh toán; điều chỉnh lãi suất tổ chức tín dụng; và lãi suất nợ quá hạn.
Trong vụ việc, nguyên đơn là Vietcombank Thăng Long và bị đơn là Dược phẩm Kaoli ký kết với nhau các hợp đồng tín dụng, cho vay vốn, có thỏa thuận về lãi suất chi tiết và đồng nhất quan điểm. Vấn đề đến từ hợp đồng thế chấp giữa nguyên đơn và bên thứ ba có liên quan đến bị đơn, yêu cầu phát mại tài sản của bên thứ ba bảo lãnh để thanh toán nợ cho bị đơn. Vụ án cũng được chọn làm nguồn án lệ để xem xét lãi suất cho vay trong hạn, lãi suất nợ quá hạn, việc điều chỉnh lãi suất cho vay theo từng thời kỳ mà khách hàng phải trả cho ngân hàng, tổ chức tín dụng.

## Tóm lược vụ án
Ngân hàng thương mại cổ phần Ngoại thương Việt Nam, Chi nhánh Thăng Long (gọi tắt: Vietcombank Thăng Long) ký kết bốn bản hợp đồng tín dụng cho vay đối với Công ty cổ phần Dược phẩm Kaoli (viết tắt: Kaoli) vào cuối năm 2007 và đầu năm 2008. Sau đó, Nguyễn Thị Phượng (gọi tắt: bà Phượng), người đứng tên cho mảnh đất ở phường Đội Cấn, quận Ba Đình; vợ chồng Nguyễn Đăng Duyên (gọi tắt: ông Duyên), Đỗ Thị Loan (gọi tắt: bà Loan), gia đình đứng tên cho mảnh đất ở phường Nhật Tân, quận Tây Hồ đã ký hai hợp đồng thế chấp tài sản, sử dụng các mảnh đất này với mục đích bảo lãnh cho hãng Kaoli.
Trong thời gian thực hiện hợp đồng, hãng Kaoli đã không hoàn thành việc thanh toán nợ gốc lẫn nợ lãi cho ngân hàng theo đúng thời hạn được thỏa thuận. Từ đây, Vietcombank Thăng Long đã đệ đơn khởi kiện Kaoli lên Tòa án nhân dân thành phố Hà Nội, yêu cầu thanh toán nợ. Các vấn đề về nợ gốc lẫn nợ lãi đều được thống nhất và đồng ý từ hai bên, nguyên đơn chiếm ưu thế, tuy nhiên vấn đề phát sinh chủ yếu từ hợp đồng thế chấp tài sản là quyền sử dụng đất và sở hữu nhà của Vietcombank Thăng Long và đương sự có nghĩa vụ lên quan Nguyễn Thị Phượng, Nguyễn Đăng Duyên, Đỗ Thị Loan (gọi tắt: bên thứ ba), xung đột về quyền phát mại tài sản để thanh toán nợ. Vụ án đi qua các giai đoạn sơ thẩm, phúc thẩm và giám đốc thẩm rồi quay trở lại với phúc thẩm trong nhận định cuối cùng.

## Xét xử các giai đoạn

### Trình bày của các bên

#### Nguyên đơn
Ngày 20 tháng 7 năm 2010, Vietcombank Thăng Long đã đệ đơn khởi kiện Kaoli. Tòa án nhân dân thành phố Hà Nội đã thụ lý vụ án và giải quyết tranh chấp. Tại đơn khởi kiện và các lời khai tiếp theo, nguyên đơn trình bày rằng: Vietcombank Thăng Long và Kaoli có ký kết bốn hợp đồng tín dụng, gồm Hợp đồng 03, 04 vào tháng 12 năm 2007; 144, và 234 vào năm 2008. Nguyên đơn nhấn mạnh rằng các hợp đồng tín dụng nêu trên được bảo đảm bằng tài sản là quyền sở hữu nhà ở và quyền sử dụng đất ở, cụ thể là mảnh đất tại số 122 phố Đội Cấn, phường Đội Cấn, quận Ba Đình, thuộc quyền sở hữu và sử dụng của Nguyễn Thị Phượng và mảnh đất ở Tổ 13, Cụm 2, phường Nhật Tân, quận Tây Hồ, thuộc quyền sở hữu và sử dụng của vợ chồng Nguyễn Đăng Duyên, Đỗ Thị Loan; cả hai mảnh đất đều ở thành phố Hà Nội.
Nguyên đơn và bên thứ ba là bà Phượng; ông Duyên và bà Loan đã ký hai hợp đồng thế chấp là Hợp đồng 1678 với mảnh đất Đội Cấn, Hợp đồng 1677 với mảnh đất Nhật Tân, đều ký tại trụ sở ngân hàng, cùng vào ngày 25 tháng 6 năm 2008. Trong hợp đồng quy định bảo đảm cho khoản vay và bảo lãnh cao nhất; các điều kiện chi tiết về việc vay và cho vay khoản tiền nêu trên sẽ được ghi cụ thể trong các giấy tờ nghiệp vụ ngân hàng mà Vietcombank và bên được bảo lãnh là Kaoli, sẽ ký tại trụ sở của Vietcombank. Với Hợp đồng 1678 ở Đội Cấn, giá trị tài sản thế chấp và mức bảo lãnh cao nhất đều là 4,605 tỷ đồng theo biên bản định giá tài sản; và là 1,25 tỷ đồng đới với Hợp đồng 1677.
Cả hai hợp đồng đều có thời hạn thế chấp là 05 năm tính từ ngày bên được bảo lãnh nhận tiền vay; hợp đồng có hiệu lực kể từ thời điểm đăng ký tại Văn phòng đăng ký quyền sử dụng đất; được công chứng viên Phòng Công chứng số ba, thành phố Hà Nội công chứng cùng ngày ký; được Phòng Tài nguyên và Môi trường quận Ba Đình chứng nhận đăng ký thế chấp bằng quyền sử dụng đất, tài sản gắn liền với đất ngày 10 tháng 7 năm 2008 với mảnh đất Đội Cấn và ngày 1 tháng 7 năm 2008 với mảnh đất Nhật Tân. Trước đó, ngày 3 tháng 9 năm 2007, Vietcombank và bà Phượng, rồi ông Duyên, bà Loan đã lập biên bản giao nhận hồ sơ tài sản thế chấp, cầm cố, bảo lãnh với nội dung rằng hai bên tiến hành bàn giao các giấy tờ bản chính tài sản bảo đảm để đảm bảo cho các nghĩa vụ của Kaoli tại Vietcombank Thăng Long; tên tài sản là quyền sở hữu nhà ở và quyền sử dụng đất ở Đội Cấn, Nhật Tân. Ngoài ra, các khoản vay của các hợp đồng tín dụng nêu trên còn được bảo đảm bằng tài sản là nhà, đất thuộc quyền sử dụng và sở hữu của vợ chồng Cao Ngọc Minh và Đoàn Thị Thanh Thủy; nhà, đất của vợ chồng Giang Cao Thắng và Dương Thị Sinh; quyền sử dụng đất của Chu Quốc Khanh; nhà, đất của Chu Thị Hồng và Nguyễn Văn Minh, đều đã được giải chấp.
Thực hiện hợp đồng, nguyên đơn trình bày rằng đã giải ngân cho bị đơn vay số tiền theo các hợp đồng tín dụng nói trên. Kaoli chỉ mới trả được một phần tiền nợ gốc và nợ lãi. Nguyên đơn khởi kiện yêu cầu Tòa án buộc bị đơn phải thanh toán số tiền còn nợ của bốn hợp đồng tín dụng nêu trên là 8.197.957.837 đồng (trong đó: nợ gốc là 5,457 tỷ đồng, nợ lãi trong hạn là 397.149.467 đồng, nợ lãi quá hạn tính đến ngày xét xử sơ thẩm là 2.343.808.370 đồng) và xử lý tài sản thế chấp của Nguyễn Thị Phượng; của vợ chồng Nguyễn Đăng Duyên, Đỗ Thị Loan theo hướng phát mãi để thu hồi nợ.

#### Bị đơn
Đại diện bị đơn là Đỗ Văn Chính, Giám đốc Công ty cổ phần Dược phẩm Kaoli trình bày rằng ông thừa nhận Kaoli còn nợ Vietcombank số tiền gốc và lãi trong hạn, lãi quá hạn theo bốn hợp đồng tín dụng như Vietcombank trình bày là đúng. Ông xác định trách nhiệm trả nợ theo bốn hợp đồng tín dụng nêu trên là của Kaoli và xin trả dần trong thời hạn năm năm. Ngoài ra, trường hợp Kaoli không trả được nợ hoặc trả nợ không đầy đủ, Vietcombank yêu cầu phát mại tài sản đảm bảo của Nguyễn Thị Phượng, của Nguyễn Đăng Duyên và Đỗ Thị Loan thì đề nghị Tòa án giải quyết theo quy định của pháp luật. Bị đơn xác nhận Vietcombank giải ngân trước khi ký kết Hợp đồng thế chấp 1677, 1678 ngày 25 tháng 6 năm 2008. Từ ngày đó cho đến lúc phiên tòa diễn ra, Kaoli không vay thêm một khoản vay nào khác, không ký hợp đồng tín dụng nào khác với Vietcombank.

#### Bên thứ ba
Người có quyền lợi, nghĩa vụ liên quan trong vụ án dân sự này là Nguyễn Thị Phượng và vợ chồng Nguyễn Đăng Duyên, Đỗ Thị Loan, tức hai bên đứng tên cho hai mảnh đất được thế chấp. Với đương sự Nguyễn Thị Phượng ở mảnh đất Đội Cấn, người đại diện theo ủy quyền là Nguyễn Văn Nghi trình bày rằng: Vietcombank khởi kiện Kaoli và đề nghị Tòa án cho phát mại tài sản của bà Phượng trong trường hợp Kaoli không thực hiện nghĩa vụ trả nợ; ông không đồng ý vì bà Phượng ký kết hợp đồng thế chấp vào ngày 25 tháng 6 năm 2008 nên không phải chịu trách nhiệm bảo lãnh cho khoản vay của Kaoli tại Vietcombank theo bốn hợp đồng tín dụng mà Vietcombank đang khởi kiện. Đề nghị Tòa án buộc Vietcombank làm thủ tục giải chấp và trả lại giấy chứng nhận quyền sử dụng đất và quyền sở hữu nhà ở cho bà Phượng.
Vợ chồng Nguyễn Đăng Duyên và Đỗ Thị Loan cùng trình bày rằng: vợ chồng hai người có ký hợp đồng thế chấp ngày 25 tháng 6 năm 2008 nhưng hợp đồng này chỉ đảm bảo cho khoản vay của Kaoli tại Vietcombank và sẽ chịu mọi trách nhiệm phát sinh từ thời điểm sau ngày ký thế chấp đến ngày 25 tháng 4 năm 2009, còn toàn bộ những hợp đồng tín dụng đã ký trước thời điểm ký thế chấp giữa Vietcombank và Kaoli thì ông, bà không chịu trách nhiệm. Theo nguyên đơn thì từ sau thời điểm ngày ký thế chấp cho đến phiên xét xử, Vietcombank không ký hợp đồng tín dụng nào với Kaoli. Do vậy, trách nhiệm pháp lý của ông, bà chưa phát sinh. Đề nghị Tòa án buộc Vietcombank phải giải chấp tài sản cho ông bà.

### Phán quyết

#### Sơ thẩm
Ngày 24 tháng 3 năm 2011, tại số 1 phố Phạm Văn Bạch, phường Yên Hòa, quận Cầu Giấy, Hà Nội, phiên xét xử sơ thẩm đã diễn ra sau các phiên liên tiếp. Tòa án nhân dân thành phố Hà Nội đã quyết định: chấp nhận một phần yêu cầu khởi kiện của nguyên đơn, buộc bị đơn có trách nhiệm phải trả cho ngân hàng tổng số tiền nợ gốc và lãi là 8.197.957.837 đồng; tuyên nguyên đơn thắng kiện, nhưng, không chấp nhận yêu cầu đòi phát mãi các tài sản là giá trị quyền sở hữu nhà ở và quyền sử dụng đất ở tại thửa đất ở Đội Cấn của Nguyễn Thị Phượng, và Nhật Tân của vợ chồng Nguyễn Đăng Duyên, Đỗ Thị Loan.
Tòa tuyên rằng nguyên đơn có trách nhiệm trả lại đầy đủ giấy tờ về quyền sở hữu nhà ở và quyền sử dụng đất ở và làm thủ tục giải tỏa tài sản thế chấp cho đương sự liên quan. Ngoài ra, Tòa án cấp sơ thẩm còn có quyết định về án phí, quyền kháng cáo của các đương sự theo quy định của pháp luật.

#### Phúc thẩm
Sau phán quyết sơ thẩm, nguyên đơn không đồng ý vì thua kiện, nên ngày 4 tháng 4 năm 2011, nguyên đơn có đơn kháng cáo bản án sơ thẩm. Ngày 17 tháng 8 năm 2011,  tại trụ sở ở ngõ 02 phố Tôn Thất thuyết, phường Yên Hoà, quận Cầu Giấy, Hà Nội, Tòa Phúc thẩm Tòa án nhân dân tối cao tại Hà Nội căn cứ thẩm quyền, đã ra quyết định: sửa bản án kinh doanh, thương mại sơ thẩm của Tòa án nhân dân thành phố Hà Nội về phần nghĩa vụ bảo lãnh đối với Nguyễn Thị Phượng và vợ chồng Nguyễn Đăng Duyên, Đỗ Thị Loan. Cụ thể như sau: Tòa Phúc thẩm xử tuyển bố rằng các biên bản bàn giao hồ sơ tài sản thế chấp, cầm cố, bảo lãnh giữa nguyên đơn và đương sự bên thứ ba về mảnh đất Đội Cấn, Nhật Tân là hợp đồng bảo lãnh. Tòa buộc bị đơn phải có trách nhiệm thanh toán trả cho nguyên đơn tổng số tiền nợ gốc và nợ lãi là 8.197.957.837 đồng.
Trong trường hợp bị đơn không thực hiện nghĩa vụ hoặc thực hiện nghĩa vụ trả nợ không đầy đủ cho nguyên đơn nguyên đơn có quyền yêu cầu Cục thi hành án dân sự thành phố Hà Nội xử lý tài sản bảo lãnh theo quy định của Luật Thi hành án dân sự để thu hồi nợ theo trách nhiệm bảo lãnh của người bảo lãnh. Kể từ ngày bản án có hiệu lực pháp luật và người được thi hành án có đơn yêu cầu thi hành án, người phải thi hành án còn phải trả lãi đối với số tiền chậm thi hành án theo lãi suất cơ bản do Ngân hàng Nhà nước công bố tương ứng với thời gian chậm thi hành án. Ngoài ra, Tòa án cấp phúc thẩm còn quyết định về án phí, về việc thi hành án.

### Kháng nghị
Sau khi xét xử phúc thẩm, đương sự bên thứ ba, người đứng tên trên hai mảnh đất được thế chấp là Nguyễn Thị Phượng; vợ chồng Nguyễn Đăng Duyên và Đỗ Thị Loan có nhiều đơn đề nghị xét lại bản án phúc thẩm nêu trên theo thủ tục giám đốc thẩm. Ngày 15 tháng 10 năm 2012, Chánh án Tòa án nhân dân tối cao Trương Hòa Bình đề nghị Hội đồng Thẩm phán Tòa án nhân dân tối cao xét xử theo thủ tục giám đốc thẩm theo hướng hủy bản án kinh doanh, thương mại phúc thẩm của Tòa phúc thẩm Tòa án nhân dân tối cao tại Hà Nội; giao hồ sơ vụ án cho Tòa phúc thẩm Tòa án nhân dân tối cao tại Hà Nội xét xử phúc thẩm lại theo đúng quy định của pháp luật.

## Giám đốc thẩm
Ngày 16 tháng 5 năm 2013, với yêu cầu kháng nghị của Chánh án Tối cao và sự nhất trí của Viện Kiểm sát, Hội đồng Thẩm phán tối cao đã mở phiên xét xử giám đốc thẩm tại trụ sở tòa ở số 48 đường Lý Thường Kiệt, quận Hoàn Kiếm, Hà Nội. Tại phiên tòa giám đốc thẩm, đại diện Viện kiểm sát nhân dân tối cao đề nghị Hội đồng Thẩm phán Tòa án nhân dân tối cao chấp nhận Kháng nghị của Chánh án nhân dân tối cao.

### Nhận định của tòa án

#### Lời khai về thế chấp
Trong phiên giám đốc thẩm, Hội đồng Thẩm phán có những nhận định về vụ án. Xét các hợp đồng thế chấp quyền sử dụng đất và tài sản gắn liền với đất để bảo lãnh cho người thứ ba vay vốn ngân hàng, thấy: cả hai hợp đồng thế chấp này đều không nêu rõ bảo đảm cho khoản vay theo hợp đồng tín dụng nào và đều được ký kết sau khi bốn hợp đồng tín dụng, và đều đã được Vietcombank Thăng Long giải ngân. Hai hợp đồng thế chấp nêu có quy định rằng: các điều kiện chi tiết về việc vay và cho vay khoản tiền [nêu trên] sẽ được ghi cụ thể trong giấy tờ nghiệp vụ Ngân hàng mà bên B (Vietcombank Thăng Long) và bên được bảo lãnh sẽ ký tại trụ sở của bên B; thì có thể hiểu bà Phượng, vợ chồng ông Duyên và bà Loan chỉ bảo lãnh cho Kaoli vay tiền theo các hợp đồng tín dụng sẽ được ký tại trụ sở của Vietcombank sau ngày ký hợp đồng thế chấp, chứ không bảo lãnh cho các khoản vay của bốn hợp đồng tín dụng đã ký trước đó.
Vietcombank Thăng Long căn cứ quy định trong các hợp đồng tín dụng nêu trên về biện pháp bảo đảm tiền vay có ghi (viết tay) nội dung rằng: các thỏa thuận chi tiết về tài sản, quyền và nghĩa vụ của các bên được xác định cụ thể trong Hợp đồng thế chấp 1677, 1678; để yêu cầu Tòa án buộc bà Phượng, vợ chồng ông Duyên và bà Loan phải có trách nhiệm bảo lãnh đối với các khoản vay của Kaoli. Nhưng nội dung này, theo đại diện Vietcombank trình bày tại phiên tòa sơ thẩm là do kế toán của Ngân hàng viết. Tại phiên tòa sơ thẩm, Đỗ Văn Chính, Giám đốc Kaoli trình bày rằng: Kaoli không biết việc viết thêm này và không đồng ý với yêu cầu phát mại của ngân hàng. Các tài sản của bà Phượng và vợ chồng ông Duyên, bà Loan là do ngân hàng ghi thêm trong các hợp đồng tín dụng. Mặt khác, tại phiên tòa phúc thẩm, đại diện theo ủy quyền của Nguyễn Thị Phượng cho biết Nguyễn Thị Phượng không nhận được hợp đồng tín dụng nào từ Vietcombank; còn ông Duyên, bà Loan thì có nhận được hợp đồng tín dụng. Như vậy, ông Chính, bà Phượng và vợ chồng ông Duyên, bà Loan không biết nội dung chữ viết tay do kế toán ngân hàng ghi trong các hợp đồng tín dụng, không ký vào hợp đồng tín dụng cho nên chưa có căn cứ để xác định các hợp đồng tín dụng nêu trên được bảo đảm bằng các hợp đồng thế chấp.
Bên cạnh hai hợp đồng thế chấp nêu trên thì trong hồ sơ vụ án có hai bộ tài liệu của bà Phượng, vợ chồng ông Duyên, bà Loan liên quan đến việc thế chấp tài sản; trong mỗi bộ đều có biên bản định giá tài sản và biên bản bàn giao tài sản cùng đề ngày 3 tháng 9 năm 2007; đơn yêu cầu đăng ký thế chấp (ngày 29 tháng 1 năm 2008 của bà Phượng; ngày 25 tháng 6 năm 2008 của ông Duyên, bà Loan). Tuy nhiên, trong các giấy tờ này cũng không nói rõ bảo đảm cho khoản vay của hợp đồng tín dụng nào.

#### Về phán quyết phúc thẩm
Nhận định của Hội đồng Thẩm phán Tòa án nhân dân tối cao, Quyết định 12/2013/KDTM-GĐT.
Tòa án cấp phúc thẩm nhận định rằng: các biên bản giao nhận hồ sơ tài sản thế chấp, cầm cố, bảo lãnh giữa nguyên đơn và bên thứ ba lập ngày 3 tháng 9 năm 2007 đều có nội dung thế chấp, cầm cố, bảo lãnh cho các nghĩa vụ của Kaoli tại ngân hàng, nên xác định đây là một hợp đồng. Và Tòa án cấp phúc thẩm tuyên xử rằng: các giấy tờ này là hợp đồng bảo lãnh; cấp cho nguyên đơn quyền yêu cầu Cục thi hành án dân sự thành phố Hà Nội xử lý tài sản bảo lãnh. Nhận định và quyết định này của Tòa án cấp phúc thẩm là không có căn cứ và không đúng pháp luật. Bởi lẽ: biên bản giao nhận hồ sơ giữa nguyên đơn và bên thứ ba không phải là hợp đồng bảo lãnh như Tòa án cấp phúc thẩm xác định. Tại phiên tòa phúc thẩm, đại diện nguyên đơn cũng chỉ xác định rằng biên bản bản này là một bộ phận không thể tách rời hợp đồng thế chấp tài sản. Ngày giao nhận hồ sơ và định giá tài sản là ngày 3 tháng 9 năm 2007, còn hợp đồng thế chấp được ký vào ngày 25 tháng 6 năm 2008, nên không thể coi các biên bản này là một bộ phận không thể tách rời của hợp đồng thế chấp nói trên. Tòa án cấp phúc thẩm cũng xác định rằng hợp đồng thế chấp không liên quan đến các biên bản giao nhận hồ sơ.
Ngày giao hồ sơ giấy chứng nhận quyền sở hữu nhà ở và quyền sử dụng đất, và ngày định giá tài sản là ngày 3 tháng 9 năm 2007, nhưng trong các biên bản định giá tài sản này lại ghi về bảng giá đất tại ngày 28 tháng 12 năm 2007, có sự chênh lệch lớn về thời gian; và nhận định rằng biên bản này là bộ phận không thể tách rời của hợp đồng thế chấp. Riêng đối với trường hợp của bà Phượng, giá trị quyền sử dụng đất ở được xác định theo biên bản xác định giá đất thực tế ngày 4 tháng 9 năm 2007 và đơn yêu cầu đăng ký thế chấp của bà ghi: hợp đồng thế chấp 1678 ký ngày 25 tháng 6 năm 2008. Mặt khác, theo trình bày và tài liệu do bà Phượng, vợ chồng ông Duyên, bà Loan xuất trình thì tại thời điểm ngày 3 tháng 9 năm 2007 thì nhà, đất của bà Phượng đang được thế chấp tại Ngân hàng Nông nghiệp và Phát triển nông thôn Chi nhánh Quảng An, quận Tây Hồ, đến ngày 11 tháng 1 năm 2008 mới được giải chấp; còn nhà, đất của vợ, chồng ông Duyên, bà Loan đang được thế chấp tại Ngân hàng thương mại cổ phần ngoài quốc doanh Việt Nam Chi nhánh Thăng Long, đến ngày 16 tháng 1 năm 2008 mới được giải chấp.
Với các chứng cứ nêu trên, Hội đồng Thẩm phán kết luận: biên bản giao nhận hồ sơ tài sản thế chấp, cầm cố, bảo lãnh và biên bản định giá tài sản không phải được lập vào ngày 3 tháng 9 năm 2007, giấy chứng nhận quyền sở hữu nhà ở và quyền sử dụng đất ở không phải được giao vào ngày này, việc định giá không được thực hiện vào ngày này như đại diện nguyên đơn trình bày và được Tòa án cấp phúc thẩm chấp nhận. Tại thời điểm ngày 3 tháng 9 năm 2007, thì hợp đồng thế chấp, bảo lãnh tài sản bằng quyền sử dụng đất và tài sản gắn liền trên đất phải được công chứng và đăng ký giao dịch bảo đảm theo quy định, chứ không phải công chứng và không phải đăng ký giao dịch bảo đảm như Tòa án cấp phúc thẩm nhận định. Tòa án cấp phúc thẩm chưa làm rõ ngoài các tài liệu nêu trên còn có tài liệu, chứng cứ nào khác để chỉ dẫn các hợp đồng thế chấp do bên thứ ba ký là được bảo lãnh cho bốn hợp đồng tín dụng của Kaoli hay không mà lại cho rằng các biên bản bàn giao hồ sơ là hợp đồng bảo lãnh là không đúng, không chính xác. Vì biên bản này không thể là hợp đồng bảo lãnh, khi xét cả về mặt hình thức và nội dung văn bản.

#### Lãi suất
Ngoài ra, Tòa án cấp sơ thẩm và Tòa án cấp phúc thẩm quyết định: kể từ ngày bản án có hiệu lực pháp luật và người được thi hành án có đơn yêu cầu thi hành án, người phải thi hành án còn phải trả lãi đối với số tiền chậm thi hành án theo lãi suất cơ bản do Ngân hàng Nhà nước công bố tương ứng với thời gian chậm thi hành án cũng là không đúng. Đối với các khoản tiền vay của tổ chức ngân hàng, tín dụng, ngoài khoản tiền nợ gốc, lãi vay trong hạn, lãi vay quá hạn, phí mà khách hàng vay phải thanh toán cho bên cho vay theo hợp đồng tín dụng tính đến ngày xét xử sơ thẩm, thì kể từ ngày tiếp theo của ngày xét xử sơ thẩm khách hàng vay còn phải tiếp tục chịu khoản tiền lãi quá hạn của số tiền nợ gốc chưa thanh toán, theo mức lãi suất mà các bên thỏa thuận trong hợp đồng cho đến khi thanh toán xong khoản nợ gốc này. Trường hợp trong hợp đồng tín dụng, các bên có thỏa thuận về việc điều chỉnh lãi suất cho vay theo từng thời kỳ của ngân hàng cho vay thì lãi suất mà khách hàng vay phải tiếp tục thanh toán cho ngân hàng cho vay theo quyết định của Tòa án cũng sẽ được điều chỉnh cho phù hợp với sự điều chỉnh lãi suất của ngân hàng cho vay.

### Quyết định
Từ nhận định này, Hội đồng Thẩm phán Tòa án nhân dân tối cao ra quyết định: hủy Bản án kinh doanh, thương mại phúc thẩm của Tòa phúc thẩm Tòa án nhân dân tối cao tại Hà Nội xét xử vụ án kinh doanh, thương mại tranh chấp hợp đồng tín dụng giữa nguyên đơn là Vietcombank Thăng Long với bị đơn là Kaoli và người có quyền lợi, nghĩa vụ liên quan là Nguyễn Thị Phượng, vợ chồng Nguyễn Đăng Duyên, Đỗ Thị Loan. Quyết định giao hồ sơ vụ án cho Tòa phúc thẩm Tòa án nhân dân tối cao tại Hà Nội xét xử phúc thẩm lại theo đúng quy định của pháp luật.